# مايك وايت (لاعب كرة قدم أمريكية)
مايك وايت (بالإنجليزية: Mike White)‏ هو لاعب كرة قدم أمريكية أمريكي، ولد في 4 يناير 1936 في بيركيلي في الولايات المتحدة.

## وصلات خارجية
- مايك وايت على موقع إن إن دي بي (الإنجليزية)